# Пригородка
Пригородка — село в Пригороднем сельсовете Усманского района Липецкой области России.
Расположена на правом берегу реки Усмань.
Население - 3399 человек.

## Этимология
Название села происходит от фактического местоположения относительно города Усмань, с которым фактически сливается застройкой.